# Andrew Morton (peintre)
Pour les articles homonymes, voir Andrew Morton.
Andrew Morton (1802–1845) est un portraitiste anglais né à Newcastle upon Tyne.

## Biographie

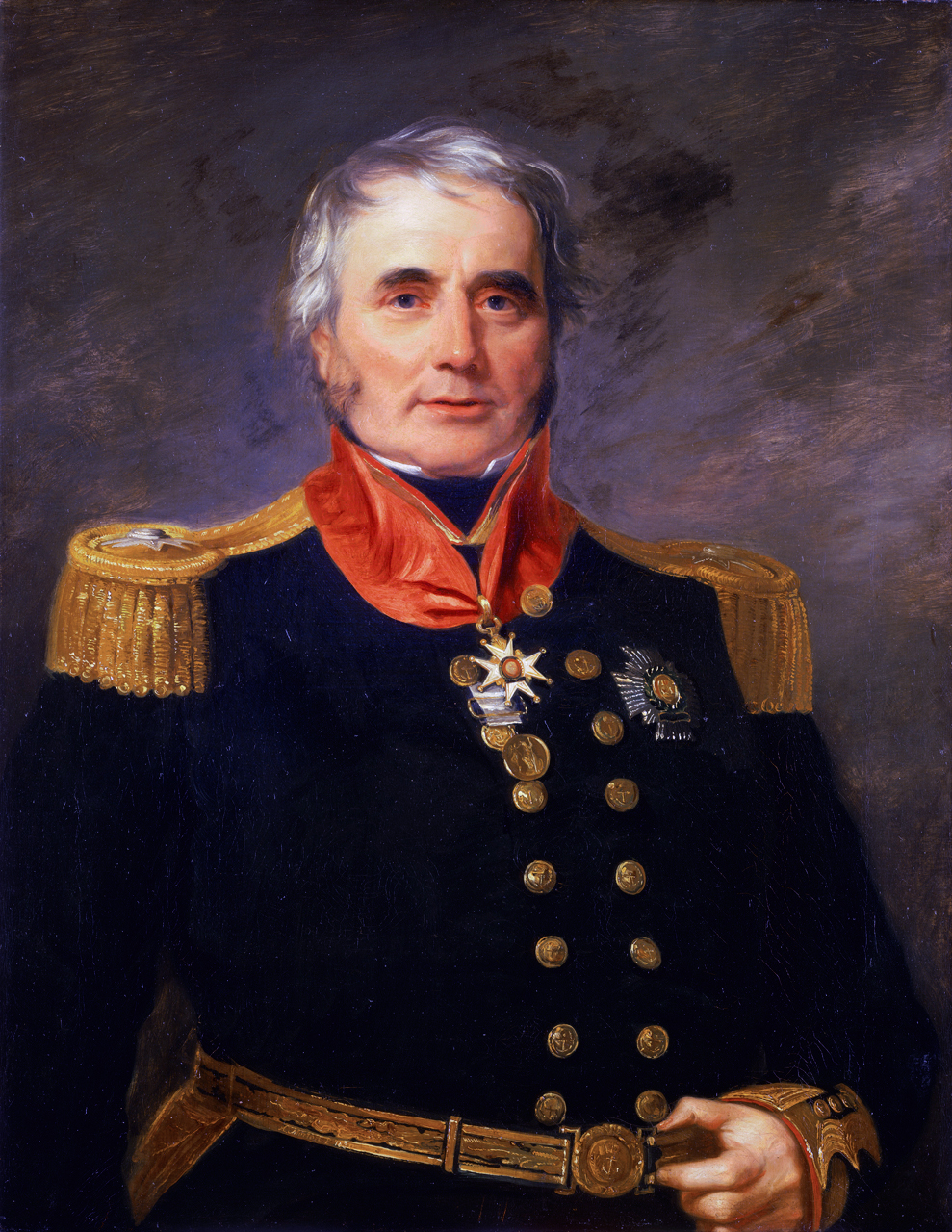
Portrait de James Gordon, 1839
National Maritime Museum, Greenwich

Né à Newcastle upon Tyne le 25 juillet 1802, c'est le fils de Joseph Morton, maître de marine, et le frère aîné du chirurgien Thomas Morton.
Il étudie à la Royal Academy à Londres. Il y expose pour la première fois en 1821 et remporte une médaille d'argent.
Il avait une importante clientèle et de nombreux modèles parmi les aristocrates pour ses portraits, parmi lesquels , Guillaume IV et ses frères, le Duc de Clarence et le Duc de Cambridge.
Il mourut le 1er août 1845.

## Œuvre
Spécialisé dans les portraits, il exposait fréquemment à la British Academy et British Institution. Son style est proche de celui de Sir Thomas Lawrence. 
Dans la National Gallery (Londres) on peut voir des portraits de Sir James Cockburn, Marianna, Lady Cockburn et Marianna Augusta, Lady Hamilton. Au Greenwich Hospital de Londres, est conservé un portrait de Guillaume IV.
- AutoPortrait, 1826–1828, huile sur toile, 77 × 64 cm, Laing Art Gallery, Newcastle[3]
- Contre-amiral Sir James Alexander Gordon (1782–1869) (1839), huile sur toile, 92 × 71 cm, National Maritime Museum, Greenwich[4]
- Le Duc de Wellington avec le colonel Gurwood à Apsley House (vers 1840), huile sur toile, 238 × 183 cm, Wallace Collection, Londres
- Thomas Morton (1814–1849), huile sur toile, 125 × 99 cm, Hunterian Museum and Art Gallery, Glasgow[5]
- Guillaume IV (1765–1837), en uniforme d'amiral de la flotte, huile sur toile, 274 × 178 cm, National Maritime Museum, Greenwich[6]